# Новий Адамув
Новий Адамув (пол. Nowy Adamów) — село в Польщі, у гміні Александрув-Лодзький Зґерського повіту Лодзинського воєводства.
Населення — 177 осіб (2011).

## Демографія
Демографічна структура станом на 31 березня 2011 року:
|          | Загалом | Допрацездатний вік | Працездатний вік | Постпрацездатний вік |
| -------- | ------- | ------------------ | ---------------- | -------------------- |
| Чоловіки | 84      | 18                 | 60               | 6                    |
| Жінки    | 93      | 30                 | 49               | 14                   |
| Разом    | 177     | 48                 | 109              | 20                   |